# Dalbergia cumingiana
Dalbergia cumingiana är en ärtväxtart som beskrevs av George Bentham. Dalbergia cumingiana ingår i släktet Dalbergia, och familjen ärtväxter. Inga underarter finns listade i Catalogue of Life.